# 溪洞站
溪洞站（： Gyedong-yeog）是位于吉林省延吉市溪洞村的一个铁路车站，有长图铁路经过该站，车站及其上下行区间均未电气化。车站距离长春站487公里，隶属沈阳铁路局，是四等站。
溪洞站建于1940年12月，最初为信号场，位于京图线483公里处，1942年太平洋战争爆发后迁至486公里。1949年后升级为车站。车站现办理客货运业务，货运仅办理专用线、专用铁路货运作业。站内设有通往中石油溪洞油库、国电龙华延吉热电、延吉市集中供热及延边粮食局直属粮库的专用线。